# 11419 Donjohnson
11419 Donjohnson è un asteroide della fascia principale. Scoperto nel 1999, presenta un'orbita caratterizzata da un semiasse maggiore pari a 3,0256869 au e da un'eccentricità di 0,0793439, inclinata di 11,31597° rispetto all'eclittica.
L'asteroide è dedicato all'ingegnere aerospaziale statunitense Donald Joe Johnson II.